# Ven a bailar conmigo
Ven a bailar conmigo (sv: Kom och dansa med mig) är en latinopoplåt skriven av Thomas G:son för Norsk Melodi Grand Prix 2007, Norges uttagning till Eurovision Song Contest 2007 i Helsingfors i Finland. Låtens titel är på spanska, men övriga texten sjungs på engelska. Den spelades in och framfördes av Guri Schanke och vann Norsk Melodi Grand Prix i Oslo den 10 februari 2007. Guri Schanke hade 2005 kommit 2:a i den norska varianten av Strictly Come Dancing (Skal vi danse). 
Framförandet bar flera likheter med Petra Nielsens framförande av Thomas G:sons Tango! Tango! i Melodifestivalen 2004 och Portugal skickade ett liknande bidrag till Helsingfors, Dança Comigo (vem ser feliz) och de båda bidragen lottades att framträda i semifinalen med endast ett bidrag mellan dem. Inget av bidragen gick vidare till final, men det portugisiska fick fler röster än det norska. 
Under framträdandet i Helsingfors gjorde Guri Schanke tre klädbyten under de tre minuterna på scenen. 

## Coverversioner
Anna Book spelade 2007 in en cover på sången på sitt album Samba Sambero. 

## Listplacering
| Lista (2007)        | Topplacering |
| ------------------- | ------------ |
| Norge (Norsktoppen) | 1            |

### Fotnoter
1. ↑  ”Svensk mediedatabas”. http://smdb.kb.se/catalog/id/002084097. Läst 5 maj 2011.